# Neverball
Neverball é um jogo 3D similar ao Super Monkey Ball. Existem versões para Windows 2000/XP, Mac OS X, Linux, FreeBSD, Sega Dreamcast e iPhone OS. Neverball é um software livre sob a GNU General Public License.